# Apamea syriaca
Apamea syriaca är en fjärilsart som beskrevs av Ludwig Osthelder 1933. Apamea syriaca ingår i släktet Apamea och familjen nattflyn. Inga underarter finns listade i Catalogue of Life.